# Krzysztof Bryniarski (immunolog)
Krzysztof Maciej Bryniarski – polski immunolog, profesor nauk medycznych.

## Życiorys
W 1995 roku uzyskał na Wydziale Lekarskim Collegium Medicum Uniwersytetu Jagiellońskiego stopień doktora nauk biologicznych ze specjalnością immunologia na podstawie pracy Prezentacja antygenu przez makrofagi różniące się wrażliwością na cyklofosfamid, której promotorem był Janusz Marcinkiewicz. W 2007 roku habilitował się w dziedzinie nauk medycznych ze specjalnością immunologia na podstawie pracy Immunologiczna funkcja makrofagów gonady męskiej. W 2019 uzyskał tytuł profesora nauk medycznych.
Opublikował kilkadziesiąt oryginalnych prac badawczych w recenzowanych czasopismach międzynarodowych. Był współautorem oraz redaktorem podręcznika dla studentów wydziałów nauk medycznych i lekarzy Immunologia (2017).
Był promotorem w dwóch przewodach doktorskich.

## Nagrody
- Nagroda Ministra Nauki i Szkolnictwa Wyższego, zespołowa dla najlepszych dydaktyków (2018)[4][5]